# Muara Jalai
Muara Jalai is een bestuurslaag in het regentschap Kampar van de provincie Riau, Indonesië. Muara Jalai telt 2456 inwoners (volkstelling 2010).